# Église Saints-Flore-et-Laure de Proletarsk
L’église Saints-Flore-et-Laure (en russe : Церковь Флора и Лавра) est une paroisse orthodoxe de Proletarsk (oblast de Rostov, Russie) avec deux églises consacrées aux martyrs Flore et Laure, la plus ancienne datant de 1879.

## Histoire
La petite église a été consacrée en 1879 aux deux frères et martyrs chrétiens du IIe siècle Flore et Laure.
En 1935 l’église est fermée par les autorités. Le père Élie, prêtre de la paroisse, organise en 1936 une procession pour demander la restitution de l’église aux croyants. Il est fusillé le 14 octobre 1937.
Le bâtiment est transformé en cinéma (Mir) en 1955. La paroisse reste tout de même en activité, rachetant un bâtiment qui lui sert de maison de prière. À partir de 1989 la paroisse entreprend de construire une nouvelle église Saints-Flore-et-Laure, les travaux durent jusqu’en 1993 avec toutes les difficultés de la crise économique liée à l’effondrement du système soviétique.
Par la suite l’ancienne église Saints-Flore-et-Laure est restituée au patriarcat de Moscou et en cours de rénovation.